# غريغ سميث (لاعب كرة قدم أسترالية)
غريغ سميث (بالإنجليزية: Greg Smith)‏ هو لاعب كرة قدم أسترالية أسترالي، ولد في 25 مارس 1957 في Ardlethan ‏ في أستراليا.

## وصلات خارجية
- غريغ سميث على موقع AustralianFootball.com (الإنجليزية)
- غريغ سميث على موقع AFLtables.com (الإنجليزية)